# Гербелевичский сельсовет
Гербелевичский сельсовет — упразднённая административная единица на территории Дятловского района Гродненской области Республики Беларусь.

## История
Гербелевичский сельский Совет депутатов трудящихся (с 7.10.1977 — Гербелевичский сельский Совет народных депутатов, с 15.3.1994 — Гербелевичский сельский Совет депутатов) был образован 16 июля 1954 года в составе Козловщинского района. Центром сельсовета была деревня Гербелевичи, с 7.10.1977 — деревня Медвиновичи.
Административная подчинённость:
- с 16.7.1954 — в Козловщинском районе
- с 20.1.1960 — в Дятловском районе
- с 25.12.1962 — в Слонимском районе
- с 6.1.1965 — в Дятловском районе[1].

Сельсовет упразднён 13 июля 2007; населённые пункты переданы в состав Вензовецкого сельcкого и Козловщинского поселкового советов.

## Состав
Гербелевичский сельсовет включал 12 населённых пунктов:
- Беляки — деревня[3].
- Буйки — деревня[3].
- Гербелевичи — деревня[4].
- Леоновичи — деревня[4].
- Лозки — деревня[4].
- Медвиновичи — деревня[4].
- Молдовичи — деревня[4].
- Сверплевичи — деревня[4].
- Скипоровичи — деревня[4].
- Сочивляны — деревня[3].
- Стетковщина — деревня[3].
- Явор — деревня[3].